# سیارک ۱۲۲۲۶
سیارک ۱۲۲۲۶ (به انگلیسی: 12226 Caseylisse، نامگذاری:1985TN) دوازده هزار و دویست و بیست و ششمین سیارک کشف شده‌است که در ۱۵ اکتبر ۱۹۸۵ کشف شد.